# 南直隶
南直隶是明朝时期，由中央六部直辖的江南、江淮等地共十四府四直隶州的统称。原名“直隶”，永樂遷都之後，因废北平布政司，其所辖州府亦改为中央直辖。为区别两大直辖区，直隶故俗称南直隶，简称南直，或称南京。南直隶范围，相当于今江苏、安徽、上海两省一市。南直隶十八府州不设承宣布政使司，由北京六部直辖，南京六部兼管。

## 沿革
- 南直隶所属辖境，于蒙元时，分属江浙等处行中书省、河南江北行中书省。
- 韩宋建立后，于龙凤二年始设江南行中书省，辖境为应天府、太平府、江淮府、广兴府、常州路、扬州路、庐州路、安庆路；同年江淮府更名镇江府；
- 韩宋龙凤十年始设中书省，江南行中书省并入，因为所辖直属中书省，故称之为“直隶”；同年设置江淮行中书省，治所位于庐州府；
- 龙凤十二年，江淮行省并入中书省。
- 大明洪武元年朝议确定应天府为南京，是为京师。
- 洪武十一年，改南京为京师。
- 洪武十三年，因胡惟庸案废置中书省，而中书省所直辖府州改为直属六部，但俗称依旧为直隶。
- 成祖永乐十九年，永樂遷都燕京，改京师为南京，直隶改称南直隶。
- 仁宗洪熙元年，因为准备将首都重新遷回南京，所以复改南京为京师。
- 英宗正统六年，因罢迁回南京案，所以行在复改京师，京师再次降为留都南京。此后再未变更。

## 下辖州府

### 应天府
上元县、江宁县、句容县、溧阳县、溧水县、高淳县、江浦县、六合县

### 凤阳府
凤阳县、临淮县、怀远县、定远县、五河县、虹县、寿州（领霍丘县、蒙城县）、泗州（领盱眙县、天长县）、宿州（领灵璧县）、颍州（领颍上县、太和县）、亳州

### 苏州府
吴县、长洲县、吴江县、昆山县、常熟县、嘉定县、太仓州（领崇明县）

### 松江府
华亭县、上海县、青浦县

### 常州府
武进县、无锡县、宜兴县、江阴县、靖江县

### 镇江府
丹徒县、丹阳县、金坛县

### 淮安府
山阳县、清河县、盐城县、安东县、桃源县、沭阳县、海州（赣榆县）、邳州（领宿迁县、睢宁县）

### 扬州府
江都县、仪真县、泰兴县、高邮州（宝应县、兴化县）、泰州（如皋县）、通州（领海门县）

### 庐州府
合肥县、舒城县、庐江县 、无为州（领巢县）、六安州（领英山县、霍山县）

### 安庆府
怀宁县、桐城县、潜山县、太湖县、宿松县、望江县

### 太平府
当塗县、芜湖县、繁昌县

### 池州府
贵池县、青阳县、铜陵县、石埭县、建德县、东流县

### 宁国府
宣城县、南陵县、泾县、宁国县、旌德县、太平县

### 徽州府
歙县、休宁县、婺源县、祁门县、黟县、绩溪县

### 徐州
丰县、沛县、萧县、砀山县

### 滁州
全椒县、来安县

### 和州
含山县

### 广德州
建平县